# Banesco
Banesco Banco Universal C.A. és una institució financera de capital veneçolà, la seu principal del qual està situada a la ciutat de Caracas. El banc forma part de l'Associació Bancària de Veneçuela.
Compta amb una xarxa de 417 punts d'atenció en tot el país, més 75.708 punts de venda i 1.661 caixers automàtics. Amb més de 6 milions de clients, actualment és el major grup bancari privat del país, amb una quota de mercat de 14,7% en actius totals i de 15,85% en cartera de crèdits.
El procés d'internacionalització de la marca Banesco va començar el 1992 amb la fundació d'un banc a Panamà i un altre a Puerto Rico, cadascun amb llicència internacional. Des de llavors s'ha incrementat la seva presència fora de Veneçuela, establint-se als Estats Units (Florida), República Dominicana, Colòmbia i Espanya. L'entitat gallega Abanca forma part del grup Banesco.